# 运河街道 (邳州市)
运河街道是中华人民共和国江苏省徐州市邳州市下辖的一个街道办事处。位于邳州市老城区，市政府驻地，总面积102平方公里，人口30万。1949年前名大榆树，又称三岔河，1953年属运河区，1954年建运河镇，1958年改公社，1960年复建镇。位于京杭运河与陇海铁路交会处，距徐州市区70公里。
2013年8月6日，江苏省人民政府批复同意撤销运河镇，以原运河镇的向阳、城关、光明、跃进、城北、城西、李口、镇东、索家、庄场、青年西路、三连庄、新三河、张村、河湾15个居委会区域和张楼、葛程、红旗、薛口、庙山、新兴、徐口、后马庄、大新庄、新张庄、新庄圩、朝阳12个村委会区域设立运河街道办事处，街道办事处驻青年东路138号。

## 行政区划
运河街道下辖以下村级行政区划单位：
跃进社区、城关社区、城西社区、城北社区、光明社区、青年社区、李口社区、三连社区、索家社区、镇东社区、向阳社区、庄场社区、新三河社区、张村社区、河湾社区、新张庄村、朝阳村、新庄圩村、张楼村、大新庄村、葛程村、红旗村、徐口村、薛口村、庙山村、后马庄村和新兴村。

## 经济
乡镇企业以商贸、食品、纺织、服装、工艺、建材、轻化、造纸、制鞋及水陆运输十大体系为主。